# Гумеров, Гариф Муртазич
Гари́ф Мурта́зич Гумеров (баш. Ғүмәров Ғариф Мортаза улы, тат. Гомәров Гариф Мортаза улы; литературный псевдоним — Гари́ф Гуме́р (баш. Ғариф Ғүмәр, тат. Гариф Гомәр); 10 декабря 1891 года — 18 августа 1974 года) — известный татарский и башкирский писатель, драматург, редактор, поэт и переводчик. Внёс большой вклад в развитие татарской печати и башкирской литературы.

## Биография
Гариф Гумеров родился 10 декабря 1891 года в деревне Киргиз-Мияки бывшего Белебеевского уезда (ныне Миякинского района республики) в семье бедного крестьянина. До 13 лет он воспитывался дома, потом учился в медресе.
В 1904 году 13-летний Гариф ушёл из дома в Оренбург. Там он поступает в медресе «Хусаиния» — учебное заведение, в котором, наряду с Кораном, преподавались и светские дисциплины. За пять лет учёбы в медресе Гариф познакомился с произведениями русской классики Пушкина, Некрасова, Горького, близко сошёлся с прогрессивно мыслящими молодыми людьми.
Молодой шакирд требовал пересмотра существующих учебных программ, изменения порядков в медресе. Движение молодых людей за нововведения вылилось в 1909 году в забастовку. За участие в забастовке он был исключён из медресе и вернулся в деревню. До 1915 года он работал в деревне учителем.
В 1915 году Гумера призвали в царскую армию и направили на передовую. Образованный, умеющий хорошо ориентироваться в обстановке, он вскоре стал всеобщим любимцем солдат. В 1917 году его избирают делегатом мусульманского съезда 10-й армии. После завершения работы форума, Гумера направляют в Уфу за литературой. Приехав в родную деревню, Гариф остался дома. На фронт он так больше и не попал.
Когда родную Башкирию захватили колчаковцы и белочехи, бывший солдат царской армии Гариф Гумер ушел с передовыми частями Красной армии, а в апреле 1919 года в городе Бугуруслане стал красноармейцем.
Первая книга стихов, рассказов, поэм «Красные снопы» Гумера увидела свет в 1925 году.
Через год в уфимской газете «Кызыл юл» появляется писатель с псевдонимом Гумер. Это было начало его профессиональной журналистской деятельности. В газете он работал литературным сотрудником, ответственным секретарём. Заместителем главного редактора — в газетах «Кызыл юл» («Красный путь»), «Шэрек ярлылары» («Беднота востока»), «Урал», «Башкортостан», «Коммуна», издававшихся в Башкортостане на татарском языке. В 1925-37 гг. возглавлял редакционный коллектив сатирического журнала «Сэнэк» («Вилы») на татарском языке при газете «Яна авыл». Г. Гумер опубликовал в журнале около 50 фельетонов, сатирических и юмористических рассказов, стихотворений под псевдонимами «Г. Шут», «Г. Юлай», «Демьян Шәркый». В 1932—1933 годах работает корреспондентом журнала «Крокодил».
В 1934 году в Башкирском книжном издательстве Гарифа Гумера назначают редактором и заведующим отделом детской литературы.
Во время Великой Отечественной войны Гумер становится заведующим литературной частью Башгосфилармонии. В 1944 году поручили опытному журналисту и писателю организацию многотиражной газеты для сплавщиков «Лес — фронту».
Гариф Гумер вошел в литературу не только как писатель, но и как переводчик на башкирский язык произведений русской классики, известных советских писателей. Он перевёл басни Ивана Крылова, повесть «В людях» Максима Горького, пьесы «Фронт» Александра Корнейчука, «Русские люди» Константина Симонова, роман «Непокорэнные» Бориса Горбатова.
Гариф Гумер много и плодотворно работал в области детской литературы («История одного красного галстука», 1927, «Рассказы деда Юлсуры», 1945, и др.). Немало увлекательных произведений создал писатель для детей дошкольного возраста. Гумер написал несколько одноактных пьес, которые с успехом ставились театральными коллективами.
В послевоенные годы писатель работал над эпическими произведениями.
Гариф Гумер с 1934 года был членом Союза писателей СССР. Умер 18 августа 1974 года, похоронен на Мусульманском кладбище города Уфы.

## Основные произведения
- Поэмы «Дочь Урала», «Файзулла-солдат».
- Рассказы и очерки «Подарок бабушки Гульбану», «Бригада Накии».
- Повести «Городок на волнах», о героическом труде сплавщиков.
- Автобиографическая повесть «От порога в горницу».